# Arena (бренд)
Arena S.p.A. — італійська компанія-виробник конкурентних купальників, створена в 1973 році Горстом Дасслером. На даний момент штаб-квартира компанії знаходиться в Толентіно, Італія. У 1990 році Арена була продана Adidas японській корпорації Descente Ltd., яка досі продає свою продукцію.
Він має дочірні компанії у Франції, Німеччині та США, а також працює через глобальну мережу дистриб'юторів та ліцензіатів з присутністю у понад 100 країнах світу.

## Історія
Arena була створена в 1973 році Горстом Дасслером, сином засновника Adidas Адольфа Дасслера, з метою виробництва конкурентних купальників. Ідея виробництва спортивного одягу виникла у Дасслера після приголомшливого виступу плавця Марка Шпіца на літніх Олімпійських іграх 1972 року в Мюнхені, де він виграв сім золотих медалей.
У 1973 році бренд випустив свою першу лінію купальників «Skinfit», виготовлену з надлегкої тканини вагою всього 18 грам. Через рік «Arena» підписала свою першу спонсорську угоду з австралійським плавцем Шейном Гулдом, який виграв 5 олімпійських медалей у Мюнхені. Arena випустила колекцію купальників з її ім'ям.
Зрозумівши, що спонсорство є запорукою успіху його бренду, Arena підписала інших індивідуальних спортсменів на літні Олімпійські ігри 1976 року в Монреалі. Деякі спортсмени, яких фінансували, були Марк Шпіц, Новелла Каллігаріс, Стів Ферніс, Девід Вільке, Ширлі Бабасхофф, Гері Холл, Клаус Дібіасі та Ульріка Кнапе.
Протягом 1980-х років Arena представила костюм «Flyback», призначений для тонких ремінців для створення більших отворів для плечей. Іншими випущеними купальниками були «AquaRacer» (1990) та «X-Flat» (1997), тоді як бренд продовжував набирати нові таланти, щоб поповнити свій список спонсорських послуг. Серед підписаних спортсменів були Олександр Попов та Францишка ван Альмсік.
У 2019 році Arena придбала права світового бренду на італійський бренд купальників Diana.